# Ettore Balmamion
Ettore Balmamion (Nole, Torí, Piemont, 1 de febrer de 1907 - Nole, 18 de maig de 1995) va ser un ciclista italià que fou professional entre 1929 i 1933. El seu nebot Franco Balmamion guanyà les edicions del Giro de 1962 i 1963.
La seva millor temporada fou la de 1931, quan acabà cinquè en la general del Giro d'Itàlia i guanyà una etapa de la Volta a Catalunya.

## Palmarès
- 1930
  - 1r al Giro del Sestriere
- 1931
  - Vencedor d'una etapa a la Volta a Catalunya
- 1932
  - 1r a la Coppa Catene Regina

### Resultats al Giro d'Itàlia
- 1931. 5è de la classificació general
- 1932. 17è de la classificació general
- 1933. Abandona